# Ibrahim Maiga
Ibrahim Maiga (12 de marzo de 1999) es un deportista burkinés que compite en taekwondo. Ganó una medalla de bronce en los Juegos Panafricanos de 2023 y una medalla de plata en el Campeonato Africano de Taekwondo de 2022.

## Palmarés internacional
| Juegos Panafricanos | Juegos Panafricanos | Juegos Panafricanos | Juegos Panafricanos |
| Año                 | Lugar               | Medalla             | Categoría           |
| ------------------- | ------------------- | ------------------- | ------------------- |
| 2023                | Acra (Ghana)        | Medalla de bronce   | –68 kg              |
| Campeonato Africano |                     |                     |                     |
| Año                 | Lugar               | Medalla             | Categoría           |
| 2022                | Kigali (Ruanda)     | Medalla de plata    | –68 kg              |